# Argemiro de Arruda Fialho
Argemiro de Arruda Fialho (Campo Grande, 29 de dezembro de 1908 — ?, 1975) foi um político brasileiro. É filho de Argemiro Arruda Fialho e de Amélia Pereira Arruda Fialho. Formado em 1932 em Direito, pela Faculdade Nacional de Direito do Rio de Janeiro. Foi advogado em Campo Grande, no Mato Grosso do Sul, por um tempo e, em dezembro de 1945, elegeu-se deputado pelo Mato Grosso à Assembleia Nacional Constituinte, pelo Partido Social Democrático (PSD). Exerceu o mandato de deputado federal constituinte por Mato Grosso em 1946 e participou da promulgação da nova Carta Constitucional no mesmo ano. Após a transformação da Assembléia em Congresso ordinário, tornou-se membro da Comissão Permanente de Legislação Social. 
Em 1950, candidatou-se à reeleição e obteve apenas uma suplência. Em 1951, deixou a Câmara no final da legislatura. 